# Bunthäuser Spitze

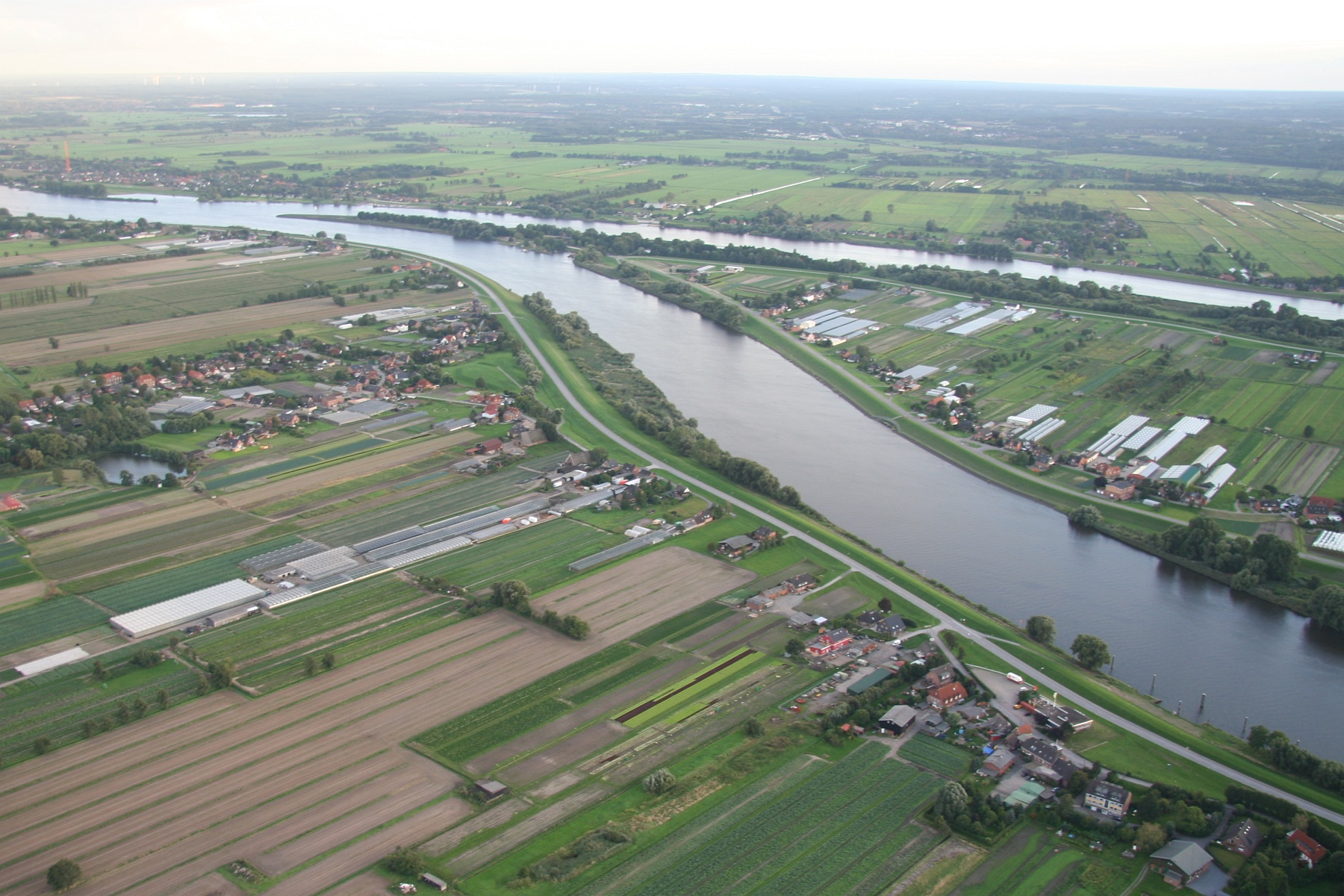
Luftaufnahme der Bunthäuser Spitze aus Nordost

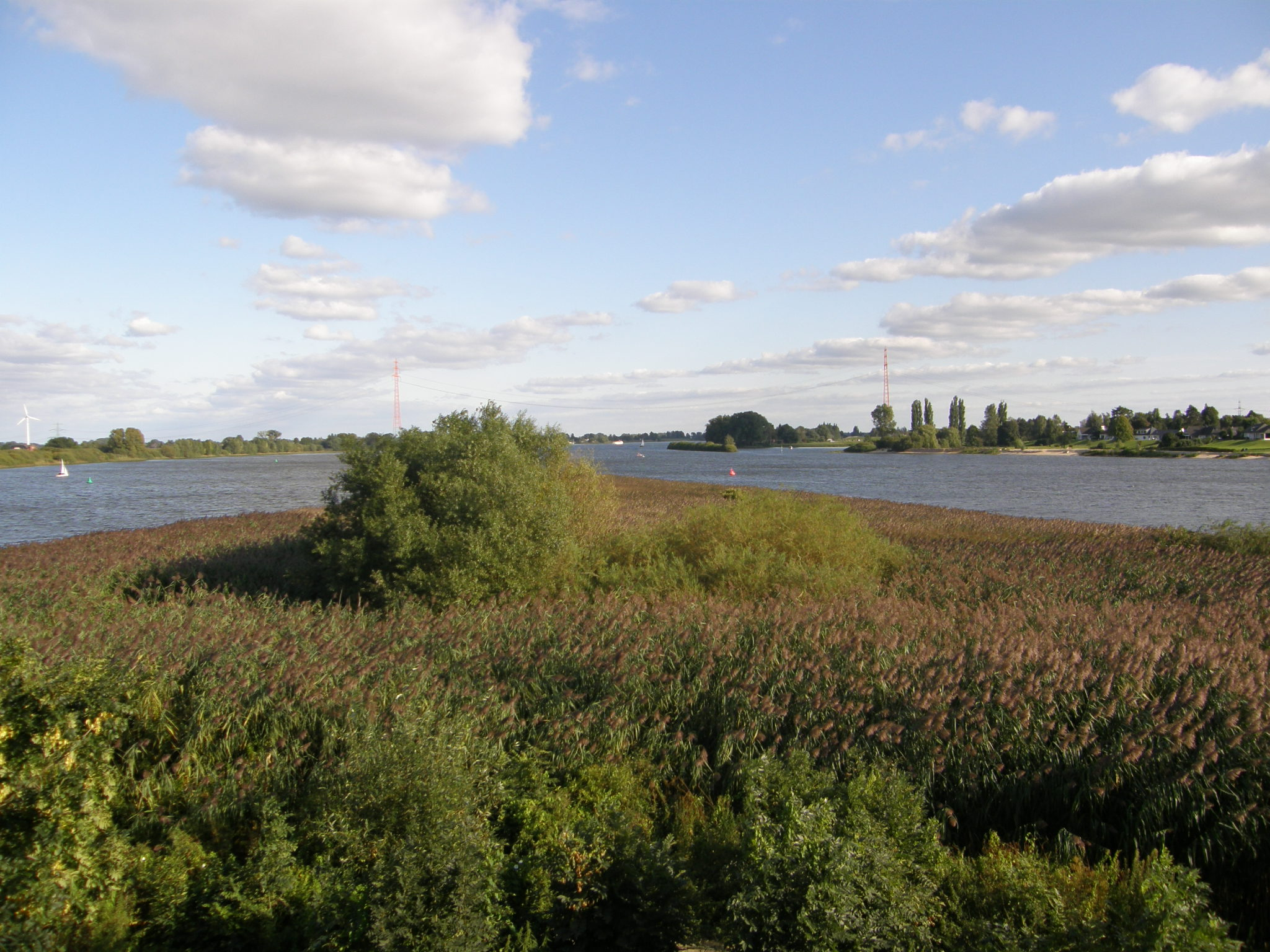
Blick vom Leuchtfeuer Bunthaus auf die vorgelagerte Landspitze

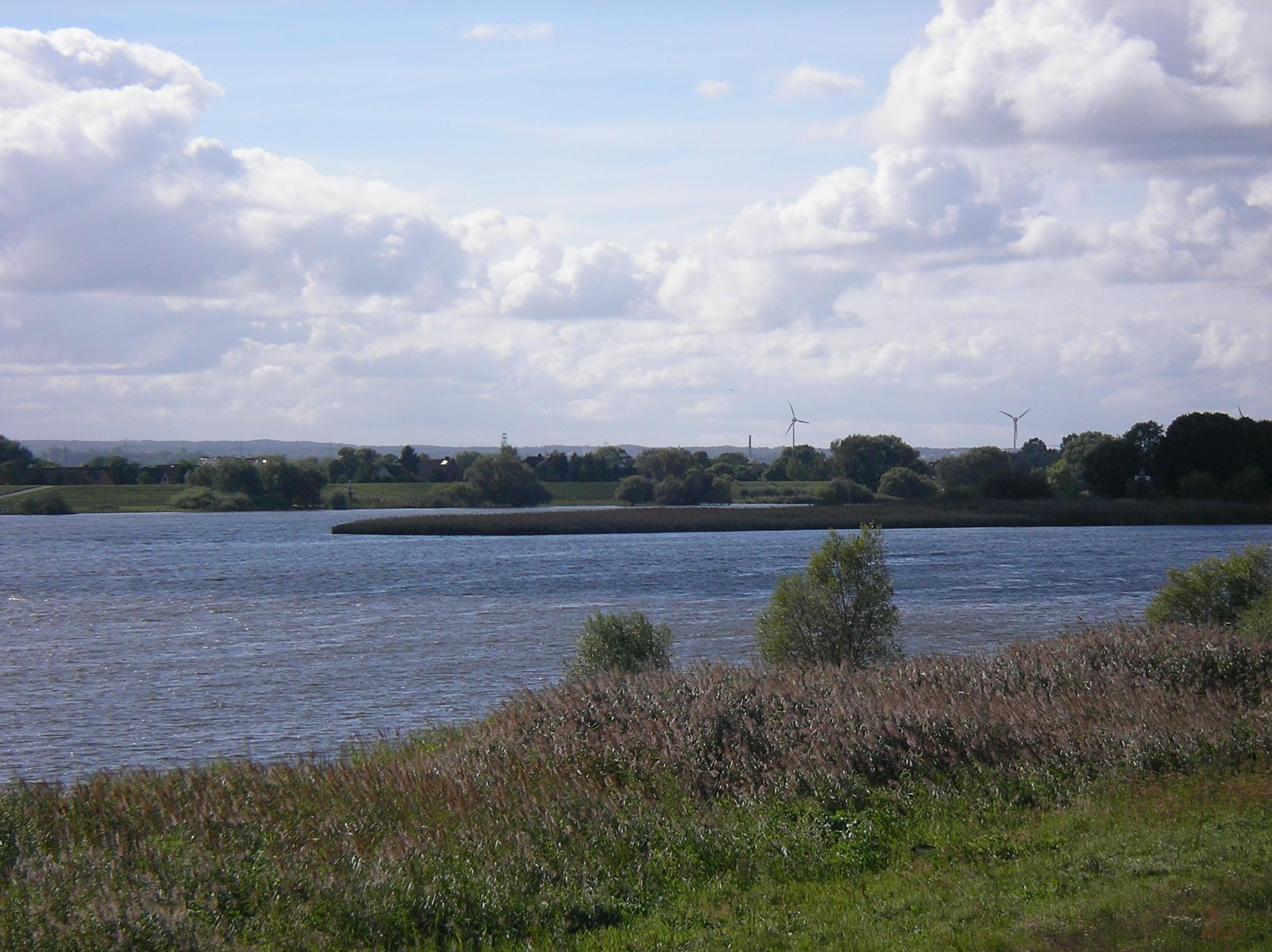
Ansicht vom nordöstlichen Flussufer (Ochsenwerder)

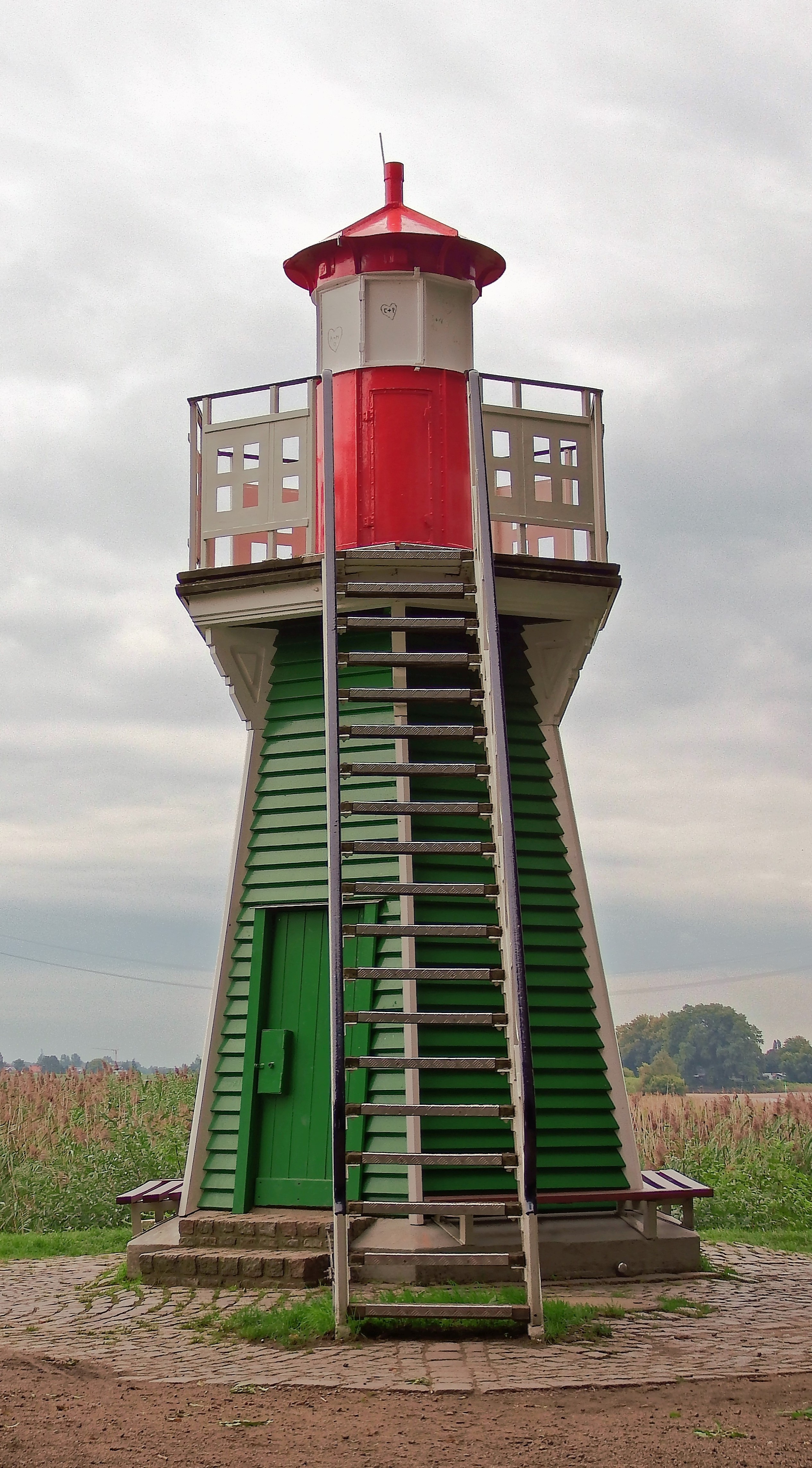
Leuchtfeuer Bunthaus 2015, aufgenommen aus Richtung Nordwest

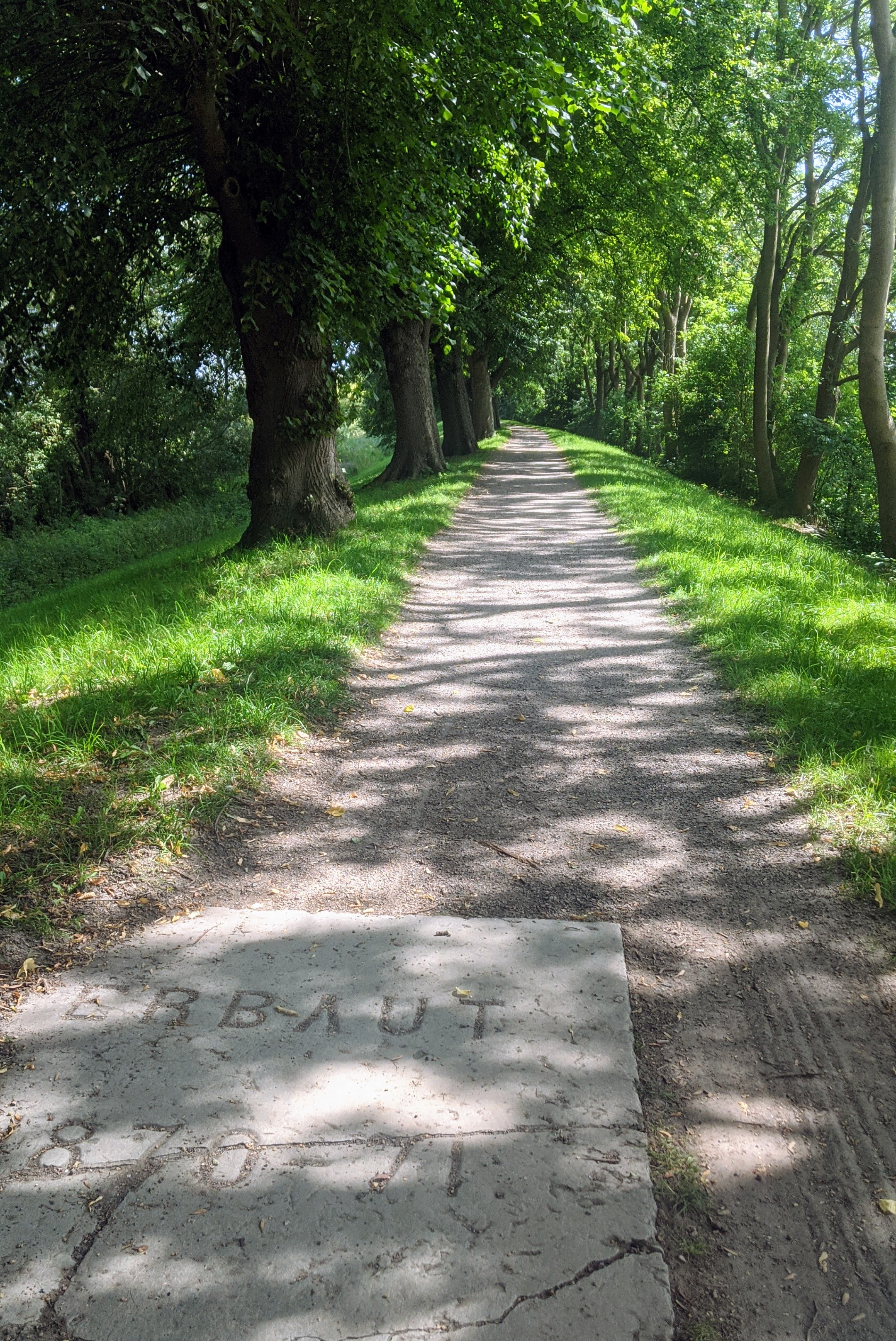
Gedenkplatte am nördlichen Anfang des Leitdamms zum Leuchtfeuer Bunthaus

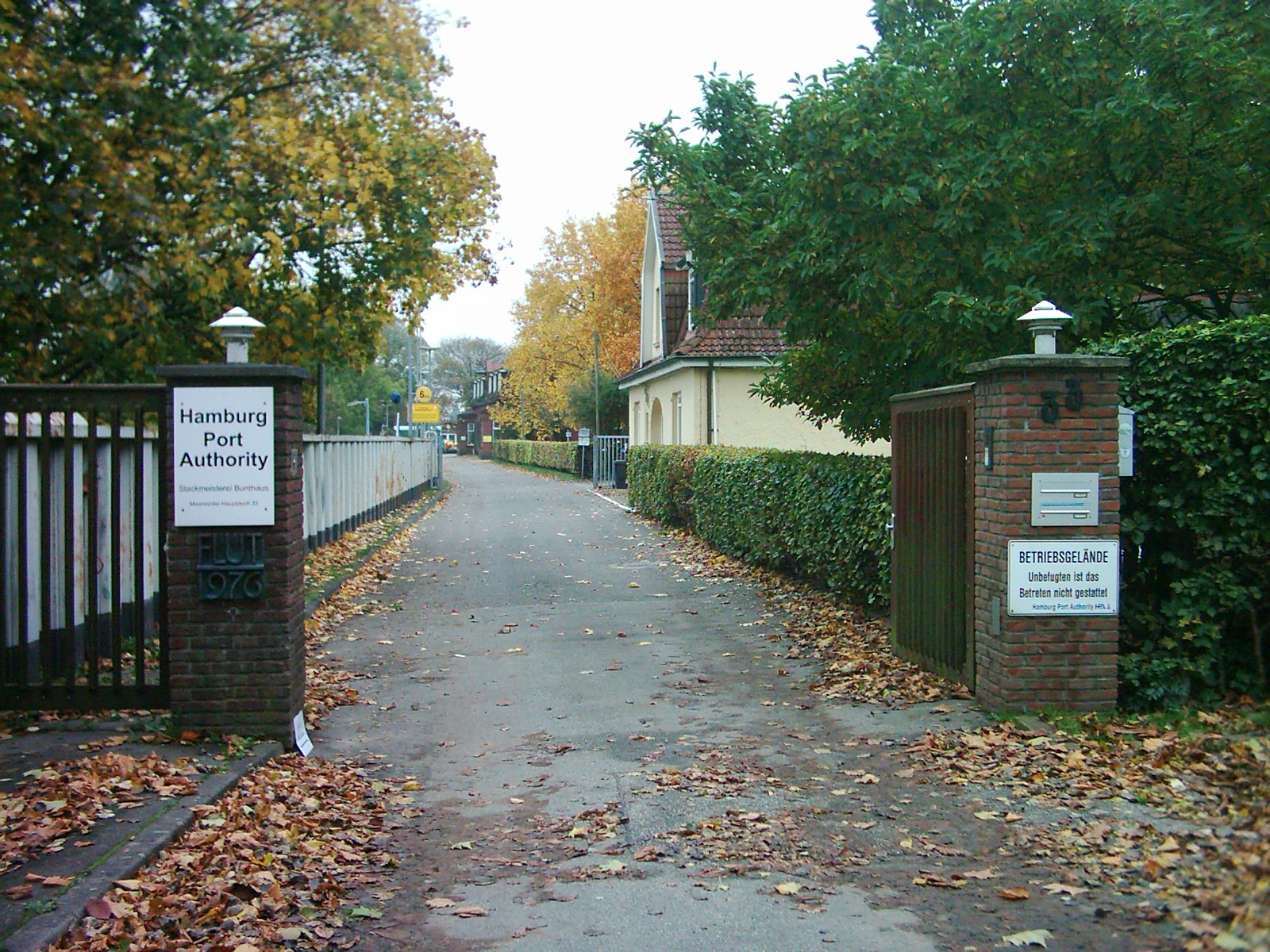
Ehemalige Stackmeisterei Bunthaus im Jahr 2006. Heute wird das Gelände u. a. vom Elbe-Tideauenzentrum und als Wohnmobil-Campingplatz genutzt.

An der Bunthäuser Spitze (Elbestromkilometer 609) teilt sich die Elbe für etwa 15 Kilometer in die Norder- und die Süderelbe auf und bildet ein Binnendelta. Die beiden Elbarme umschließen die Elbinseln mit den heutigen Hamburger Stadtteilen Wilhelmsburg, Veddel, Kleiner Grasbrook und Steinwerder.

## Leuchtfeuer Bunthaus
Auf der Bunthäuser Spitze selbst wurde 1914 das Leuchtfeuer Bunthaus, ein nur knapp sieben Meter hoher Leuchtturm aus Holz errichtet. Es markierte mit einem Rundumfeuer (Gürtellinse) die Fahrwassertrennung und wurde 1977 außer Dienst gestellt. Heute kümmert sich ein eingetragener Verein auf Initiative des letzten Hamburger Stackmeisters um den Erhalt dieses Bauwerks, das anlässlich des 800. Hamburger Hafengeburtstages 1989 restauriert wurde.

## Stackmeisterei Bunthaus
Die im Jahr 1847 errichtete Stackmeisterei Bunthaus war für die Uferbefestigungen der Elbe von der Bunthäuser Spitze bis zu den Elbbrücken zuständig. Im Jahr 2013 kündigte die Hamburg Port Authority an, den Betrieb einzustellen und die Betriebsfläche vermieten zu wollen. Auf dem Gelände befinden sich aktuell ein Restaurant, ein Wohnmobil-Park, die Bunthaus-Brauereisowie das Elbe-Tideauenzentrum. Die Aufgaben der Stackmeisterei Bunthaus wurden von der Stackmeisterei Finkenwerder übernommen.

### Messung der Fließgeschwindigkeit
Die Süderelbe war seit jeher der Hauptarm der Elbe und führte das meiste Wasser. Im 3. Köhlbrandvertrag zwischen Hamburg und Preußen vom 13. November 1908 wurde das Ziel der Regulierungsarbeiten mit dem Bunthäuser Leitdamm mit einer gleichmäßigen Teilung der abfließenden Wassermenge festgelegt.
Bei Nichterreichen des Ziels – wenn die Wassermengen sich um mehr als 5 % verschieben würden – sollten Folgemaßnahmen ergriffen werden. Das Ziel ist bis heute nicht erreicht worden, die Norderelbe liegt im Mittel bei 45 % und die Süderelbe bei 55 %. Das lag im Wesentlichen an der kürzeren und tieferen Süderelbe/Köhlbrand (Zufahrt zu den Seehäfen). Folgemaßnahmen – wie z. B. die Änderung der Regulierungslinien oberhalb der Bunthäuser Spitze – sind nie ergriffen worden, obwohl es einen Plan dafür gibt.
Weiter ist im Köhlbrandvertrag vereinbart worden, dass jeder der beiden Staaten Hamburg und Preußen das Recht hat, sich an den vom jeweils anderen vorzunehmenden Wassermengenmessungen durch einen Baubeamten zu beteiligen. Hamburg hat mit ziemlicher Regelmäßigkeit (ausgenommen die Kriegsjahre) die Messungen in jedem Jahr durchgeführt. Ob jemals ein preußischer Baubeamter daran teilgenommen hat, ist unbekannt.
Der gebräuchliche Begriff Wassermengenmessung ist nicht richtig. Gemessen wurden in Bunthaus die jeweiligen Fließgeschwindigkeiten. Mit den gepeilten Querschnitten der Norder- und Süderelbe konnten dann die durchgeströmten Wassermengen errechnet werden.

### Historische Messmethode
Die Fließgeschwindigkeit wurde personalintensiv mit Stoppuhren und Holzschwimmern gemessen. Diese bestanden aus scheibenförmigen Auftriebskörpern aus Fichtenholz, an denen tonnenförmige Gewichte aus Holz mit Eiseneinlage hingen. Der Sollabstand zwischen Auftriebskörpern und den Gewichten betrug 3/5 der Wassertiefe und wurde ständig angepasst; durch das Gewicht suchte man die Einflüsse von Wind und Wellen auf den Auftriebskörper zu verringern.
In der Norder- und Süderelbe wurden strommittig die zweimal drei Hilfsboote parallel verankert. Alle 15 Minuten wurde auf Kommando aus jedem Boot ein Holzschwimmer ins Wasser gesetzt. An jedem Flussprofil standen auf beiden Ufern so genannte „Durchrufer“, die jeweils drei Schwimmer zu beobachten hatten.
Weiter saß an jedem Ufer ein Mann mit drei Stoppuhren. Wenn die nummerierten Schwimmer die Profillinie passierten, kam das Kommando: „Nummer 1 durch!“, wobei die entsprechende Stoppuhr gedrückt wurde. Eine Barkasse fischte die Schwimmer auf und brachte sie für den nächsten Durchgang wieder zu den Booten. An Norder- und Süderelbe stand zusätzlich je ein Pegelableser, der den Pegelstand für jeden Messvorgang festhielt.
Für einen vollständigen Messzyklus waren insgesamt zwölf Boote, vier Barkassen und 60 Mann einschließlich der Ablöser erforderlich. Es dauerte mit Auf- und Abbau den ganzen Tag von 4:00 bis 21:00 Uhr. Die Aufsicht lag in den Händen des wasserkundlichen Messdienstes. Den größten Teil des Personals und der Fahrzeuge stellte die Stackmeisterei.
Trotz der langen Arbeitszeit waren die Wassermengenmessungen bei den Arbeitern beliebt. Das Hauptmotiv waren die bezahlten Überstunden – aber auch die leichte Arbeit und die Pausen mit „Klönschnack“ sowie die gute Versorgung trugen dazu bei.

### Moderne Ultraschallmethode
Die letzte Messung alter Art wurde 1980 durchgeführt. Seit 1977 wurde versucht, mit einer Ultraschall-Strömungsmessanlage die Fließgeschwindigkeit zu bestimmen. Da es sich um eine Neuentwicklung handelte, dauerte es lange, bis brauchbare Daten geliefert werden konnten.
Heute ist der dritte, verbesserte Typ der Messanlage in Betrieb. Er kann die gewünschten Daten kontinuierlich liefern. Die großen Vorteile dieser Anlage gegenüber dem alten Verfahren sind:
- aussagekräftige Messergebnisse vom ganzen Jahr und nicht nur von einem Tag im Jahr
- geringere Kosten
- die Einflüsse von Oberwasser und Wind können viel genauer erfasst werden.

Die Messergebnisse werden für die Beantwortung wasserwirtschaftlicher und strombaulicher Fragen benötigt, so z. B. bei der Voruntersuchung zur Fahrrinnenanpassung oder zur Erforschung der Sedimentation im Hafen.
Die Ultraschall-Strömungsmessanlage ist eine so genannte „Kreuzstreckenanlage“. Unter 45 Grad zur Stromachse werden unter Wasser Schallimpulse gleichzeitig stromab und stromauf ausgesendet, die am gegenüberliegenden Ufer aufgefangen und elektrisch verstärkt zurückgeworfen werden. Die Schallwellen benötigen nun, abhängig davon, ob sie mit oder gegen den Strom das Wasser durchlaufen, unterschiedlich lange Zeiten. Über die Differenz dieser sehr kleinen Zeitunterschiede wird die Fließgeschwindigkeit errechnet.
Die erforderliche Energie erhalten die vier Sender auf der Bunthäuser Spitze aus dem Netz vom Leuchtturm her und die Reflektoren im Vorland von Bullenhausen und von Ochsenwerder jeweils aus einem kleinen Akkumulator. Die Messkabel mussten vom Leuchtturm bis zum Bürogebäude der Stackmeisterei, wo in einem kleinen Raum die Rechner und Anzeigegeräte stehen, verlängert werden, nachdem der Leuchtturm mehrmals mutwillig beschädigt wurde.